# 大气科学研究大学联盟
大气科学研究大学联盟（University Corporation for Atmospheric Research：UCAR）是美国100多个提供对大气科学和相关科学的研究与培训的学院及大学的非营利联盟。UCAR管理美國國家大氣研究中心（NCAR），并通过它的社区规划来提供额外服务以加强和支持研究和教育。它的总部，包括NCAR的梅薩实验室，设在科羅拉多州的波德。
UCAR在1959年由来自14个引领性大学的院系建立，从而支持并抚育大气科学。他们被新认可的需求所驱使，即需要联营的观测和计算院系和强劲的研究职员，大家一起将允许学术社团实行超越个别大学范围的、复杂的、长期性的科学规划。
这个组织与美国国家科学基金会（NSF）合作，它的第一个主要活动是建立NCAR。从此，UCAR代表NSF管理NCAR来致力于传导涉及大气及大气与海洋、陆地和太阳的相互作用—现在称为地球系统科学的科学和社会需求。

## 引用
1. ↑  .   [2019-06-06]. （原始内容存档于2018-07-05）.
2. ↑  .   [2019-06-06]. （原始内容存档于2013-09-30）.